# Grandidierella mahafalensis
Grandidierella mahafalensis is een vlokreeftensoort uit de familie van de Aoridae. De wetenschappelijke naam van de soort is voor het eerst geldig gepubliceerd in 1904 door Coutière.